# Gatongati (periodiskt vattendrag)
Gatongati är ett periodiskt vattendrag i Burundi.   Det ligger i provinsen Ngozi, i den centrala delen av landet, 70 kilometer nordost om huvudstaden Bujumbura.
Omgivningarna runt Gatongati är en mosaik av jordbruksmark och naturlig växtlighet. Runt Gatongati är det tätbefolkat, med 442 invånare per kvadratkilometer.